# Гертген тот Синт Јанс
Гертген тот Синт Јанс или Герит ван Харлем (хол. Geertgen tot Sint Jans; 1460/1465. Лајден?—1495, Харлем) је био холандски ренесансни сликар. Његово име значи: „мали Герит из реда Св. Јована“.
Овај рано преминули уметник, стварајући у Харлему, постао је један од најзначајнијих холандских сликара с краја 15. века. Припадао је школи Фламанских примитиваца. Његови радови се одликују деликатном емоционалношћу обраде религијских тема. Синт Јансово сликарство је допринело развоју каснијег реалистичног холандског сликарства. 